# Кајак и кану на Летњим олимпијским играма 1948 — Ц-1 1.000 метара за мушкарце
Такмичење у кануу једноклеку (Ц-1) 1.000 м  на Летњим олимпијским играма 1948. одржано је 12. августа, на стази Хенли краљевске регате. 
На такмичењу је учествовало 6 кануиста из 6 земаља који су веслали само финалну трку. 

## Освајачи медаља
|                              |                     |                          |
| Јосеф Холечек · Чехословачка | Даглас Бенет Канада | Робер Бутињи · Француска |

## Резултати

### Финале
| Пласман | Атлетичар        | Земља                | Резултат |
| ------- | ---------------- | -------------------- | -------- |
|         | Јосеф Холечек    | Чехословачка         | 5:42,0   |
|         | Даглас Бенет     | Канада               | 5:53,3   |
|         | Робер Бутињи     | Француска            | 5:55,9   |
| 4.      | Ингемар Андерсон | Шведска              | 6:08,0   |
| 5.      | Вилијам Хејвенс  | САД                  | 6:14,3   |
| 6.      | Харолд Мејден    | Уједињено Краљевство | 6:37,0   |

## Биланс медаља у трци Ц-1 1.000 м после 2 такмичења на ЛОИ
| Мушкарци Ц-1 1.000 м |              |   |   |   |   |
| #                    | Земља        |   |   |   |   |
| 1.                   | Канада       | 1 | 1 | 0 | 2 |
| 1.                   | Чехословачка | 1 | 1 | 0 | 2 |
| 3.                   | Француска    | 0 | 0 | 1 | 1 |
| 3.                   | Немачка      | 0 | 0 | 1 | 1 |
|                      | Укупно (4)   | 2 | 2 | 2 | 6 |